# Oekokplateau

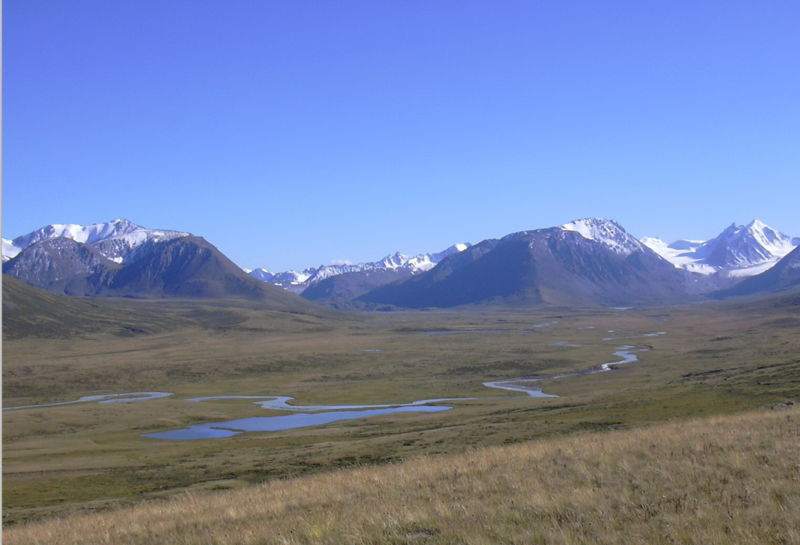
Ak-Alachvallei met de bergpas Kanas op de achtergrond

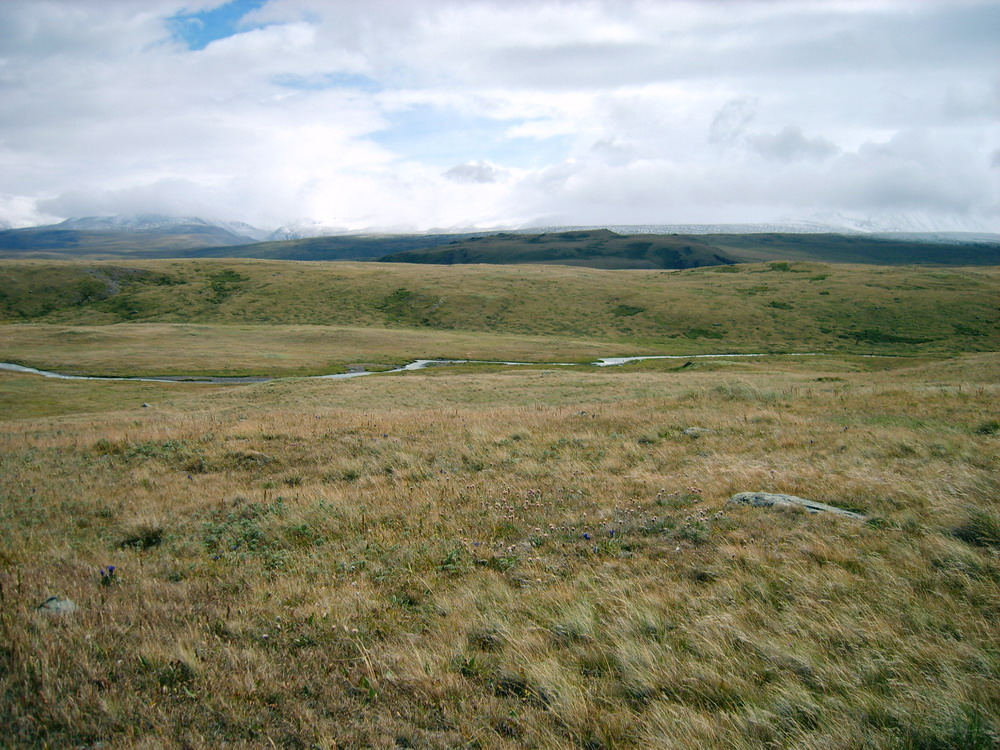
Riviervallei van de Kara-Tsjad

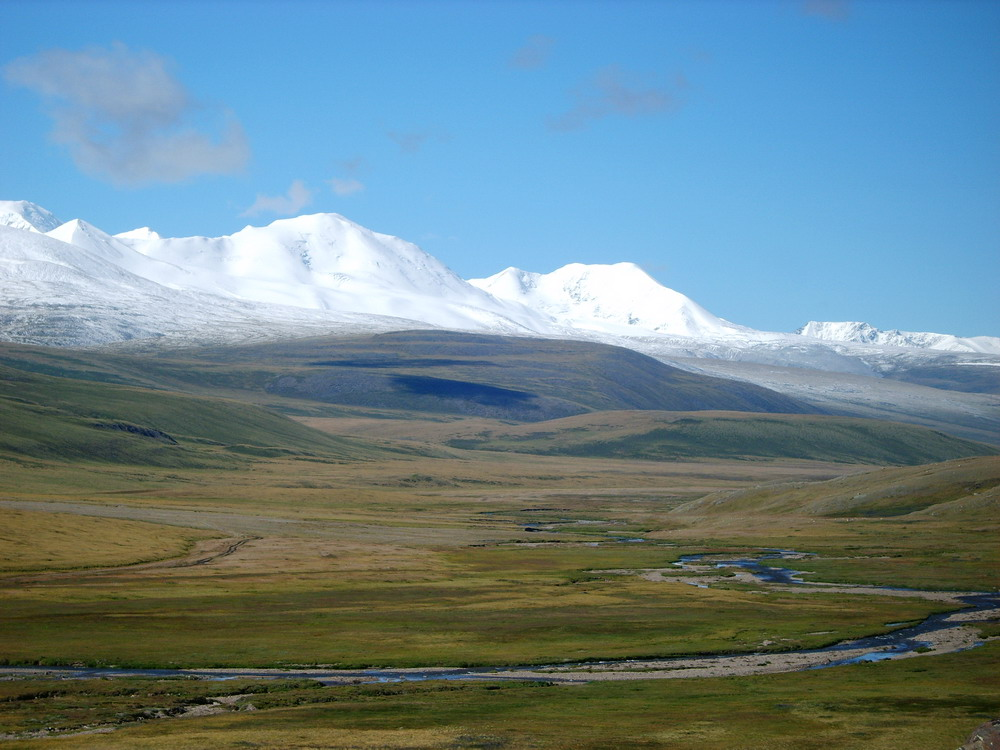
De riviervallei van de Kaloety met de Tabyn-Bogdo-Ola op de achtergrond

Het Oekokplateau of Hoogland van Oekok (Russisch: Плато Укок of Плоскогорье Укок) is een afgelegen en ongerept stuk grasland in het Altajgebergte op Russische grondgebied. Langs de randen van het plateau lopen de grenzen met China, Kazachstan en Mongolië. Het ligt op een gemiddelde hoogte van 2200 tot 2500 meter met daaromheen bergpieken die er 500 tot 600 meter bovenuit steken. Het hoogste deel heet Tabyn-Bogdo-Ola ("5 heilige pieken") met als hoogste piek de Najramdal met 4374 meter (na de Kljoetsjevskaja Sopka en de Beloecha de hoogste berg van Siberië). In de Tabyn-Bogdo-Ola komen de grenzen van Rusland, China en Mongolië bij elkaar.

## Pazyryk
Een deel van het Oekokplateau is Pazyryk, de lokale naam van een vallei in het Altajgebergte ten zuiden van Novosibirsk. Hier werden vele artefacten uit de Bronstijd gevonden. Daarnaast werden ook drie getatoeëerde mummies (300 v.C.) uit het permafrost gehaald in de tweede helft van de 20ste eeuw. In 1993 werd een mummie door de Novosibirskse archeologe Natalia Polosmak uit een koergan gehaald, wat wordt gezien als een van de grootste Russische archeologische vondsten van het einde van de 20e eeuw. De mummie werd al snel bekend als de "Oekokprinses" (of "Altajprinses"). In 2003 brak een aardbeving uit in het gebied, waarop de Altaj verklaarden dat dit door deze opgraving was veroorzaakt en dat de geest van de prinses rust moet vinden door haar te herbegraven.

## Bedreigingen
Het plateau staat op de lijst van het UNESCO Werelderfgoed als onderdeel van de Gouden bergen van Altaj. Het wordt echter bedreigd door de plannen voor een gaspijpleiding tussen China en Rusland, en het voorstel om er een weg door aan te leggen.